# Southwold
Southwold är en stad och en civil parish i distriktet East Suffolk i grevskapet Suffolk i England. Orten har 1 458 invånare (2001).
1872 grundades det regionala bryggeriet Adnams plc i byn.